# 중앙도서관 (문경시)
중앙도서관은 경상북도 문경시에 있는 공립 도서관이다.

## 연혁
- 1997년 12월 9일 개관.